# Otto Janssen
Otto Janssen (* 8. Juli 1883 in Düsseldorf; † 16. Mai 1967 ebenda) war ein deutscher Philosoph.

## Leben
Otto Janssen war ein Sohn des Kunstmalers Johann Peter Theodor Janssen und seiner jüdischen Ehefrau Constanze Gottschalk (1852–1931). Seine älteren Brüder waren der Mediziner Peter Janssen und der preußische Landrat Kurd Janssen. Nach dem Abitur am Städtischen Gymnasium Düsseldorf studierte er Germanistik, Romanistik und Philosophie und  promovierte 1908 in Bonn. 1912 wurde er an der Straßburger Universität habilitiert und war dort bis 1918 als Privatdozent. Ab 1916 war er Soldat im Ersten Weltkrieg. Er wurde in Münster 1919 Privatdozent und 1921 außerordentlicher Professor für Logik der Geisteswissenschaften.
Von 1929 bis 1932 war er Professor für Philosophie und Pädagogik an der neuerrichteten Pädagogischen Akademie Dortmund, seine Stelle fiel den Sparbeschlüssen zum Opfer, danach nahm er wieder seinen Lehrauftrag in Münster wahr. Seine Schriften wurden von den Fachkollegen ignoriert.
Nach der Machtübergabe an die Nationalsozialisten wurde ihm als Halbjuden im November 1933 aufgrund des Gesetzes zur Wiederherstellung des Berufsbeamtentums die Lehrbefugnis an der Universität Münster entzogen. Er galt nicht als Frontkämpfer, weil die Truppeneinheit, der er angehörte, nicht zur kämpfenden Truppe gezählt wurde. Im März 1934 wurde er in den Ruhestand versetzt.
1946 erhielt er wieder einen Lehrauftrag für Erkenntnislehre und Logik an der Universität Münster und gab bis 1958 Lehrveranstaltungen.
Janssen war mit Ida Rothstein verheiratet. Ein Cousin war der Pharmakologe Sigurd Janssen, die Cousine Gerda hatte in die Düsseldorfer Industriellenfamilie Henkel geheiratet. Der Kunstmaler Peter Janssen d. J. war ein Neffe.

## Schriften
- Naturempfindung und Naturgfühl bei Barthold Heinrich Brockes, Bonn, 1907. Inaug. Diss. Bonn.
- Das Wesen der Gesetzesbildung. Eine kritische Untersuchung , Halle a.S.: Max Niemeyer, 1910.
- Das erlebende Ich und sein Dasein, Berlin: de Gruyter, 1932
- Dasein und Wirklichkeit. Eine Einführung in die Seinslehre, München: Reinhardt, 1938
- Dasein und Bewusstsein. Eine Studie zur Problematik des Bewusstseins, Berlin: de Gruyter, 1933
- Vorstudien zur Metaphysik, 2 Bände, Halle (Saale): M. Niemeyer 1921 und 1927
- Ideeller Aufbau und Metaphysik des Denkens. 1. Das behauptende Denken u. seine ideelle Entfaltung, Leipzig: F. Meiner, 1929
- Seinsordnung und Gehalt der Idealitäten. Ein Beitrag zur Frage des ideellen Seins, Meisenheim/Glan: Westkultur-Verl., 1950
- Das Beziehungsgefüge der menschlichen Handlung und das Problem der Freiheit, München: Reinhardt, 1958
- Gesammelte Abhandlungen zur Frage des Seins, München, Basel: E. Reinhardt 1963